# Menoja
Menoja (gr. Μενόγεια) – wieś w Republice Cypryjskiej, w dystrykcie Larnaka. W 2011 roku liczyła 50 mieszkańców.